# 3500 Kobayashi
A 3500 Kobayashi (ideiglenes jelöléssel A919 SD) a Naprendszer kisbolygóövében található aszteroida. Karl Wilhelm Reinmuth fedezte fel 1919. szeptember 18-án.